# (31882) 2000 FD20
2000 FD20 (asteroide 31882) é um asteroide da cintura principal. Possui uma excentricidade de 0.20235870 e uma inclinação de 9.65024º.
Este asteroide foi descoberto no dia 29 de março de 2000 por LINEAR em Socorro.